# ایزکی
ایزکی، روستایی است از توابع بخش مرکزی شهرستان رامسر در استان مازندران ایران.

## جمعیت
این روستا در دهستان جنت‌رودبار قرار دارد و جمعیت آن در زمستان 5 نفر و در تابستان بیش از 500 نفر بوده‌است.